# Microhyla karunaratnei
Espèce
Statut de conservation UICN

 CR B1ab(iii) : 
En danger critique
Microhyla karunaratnei est une espèce d'amphibiens de la famille des Microhylidae.

## Répartition
Cette espèce est endémique du Sud du Sri Lanka. Elle n'est connue qu'en deux sites, l'un situé dans la réserve forestière de Sinharâja, l'autre à Balangoda. Elle est présente entre 515 et 1 110 m d'altitude,.

## Étymologie
Cette espèce est nommée en l'honneur de P. B. Karunaratne.

## Publication originale
- Fernando & Siriwardhane, 1996 : Microhyla karunaratnei (Anura: Microhylidae), a new species of frog endemic to Sri Lanka. Journal of South Asian Natural History, vol. 2, p. 135–142 (texte intégral).